# 23331 Halimzeidan
23331 Halimzeidan è un asteroide della fascia principale. Scoperto nel 2001, presenta un'orbita caratterizzata da un semiasse maggiore pari a 2,3719072 UA e da un'eccentricità di 0,1327045, inclinata di 7,06117° rispetto all'eclittica.